# آکادمی دیپلماتیک آذربایجان
آکادمی دیپلماتیک آذربایجان (آذربایجانی: Azərbaycan Diplomatik Akademiyası) یک دانشگاه دولتی که در سال ۲۰۰۶ میلادی توسط وزارت امور خارجه جمهوری آذربایجان در شهر باکو تأسیس شده‌است.
هدف اصلی از تأسیس آکادمی دیپلماتیک آذربایجان، آموزش متخصصین حرفه‌ی دیپلمات‌های سیاسی در زمینه امور خارجه آذربایجان که توسط حافظ پاشایوف معاون اول وزیر امور خارجه آذربایجان و سفیر سابق آذربایجان در ایالات متحده آغاز به کار کرد.